# Utassy Loránd
Utassy Loránd (Budapest, 1897. április 18. – Budapest, 1974. június 3.) magyar honvéd ezredes, okleveles közgazda, diplomata, 1943–44 között a Magyar Királyi Honvédelmi Minisztérium hadifogoly ügyekért felelős osztályának vezetője.

## Életpályája
Apja Utassy Béla, földbirtokos, gazdálkodó volt. Anyja neve Blaskovich Carola.
Utassy a Ludovika Akadémiát végezte el, 1915-ben avatták tüzérhadnaggyá. Az első világháború alatt a tüzérségnél, majd Horthy fővezérségén szolgált 1919-ben. 1921 és 1928 között a müncheni magyar konzulátuson dolgozott, majd a Honvédelmi Minisztériumban volt állása. A Keleti Akadémia hallgatója volt 1920-ban. 1928. február 15-én a Magyar Természettudományi Társulat rendes tagja lett. 1931. május 15-én okleveles közgazda címet szerzett.
, 1941.
április 19-én , 1942. május 6-án viszszaindult Magyarországra, 1942. május 15-én Lisszabonba érkezett és onnét május
végén érkezett meg Magyarországra, 1942. április 1.: "végleg, rang fenntartás nélkül
mellőzve",
1937-ben londoni katonai attasénak nevezték ki, és innen akkreditálták washingtonba és Mexikóba ais. 1941 júniusában Nagy-Britanniából az Amerikai Egyesült Államokba utazott. 1941. december 12-én, Magyarországnak az Egyesült Államok elleni hadüzenete nyomán internálták az Amerikai Egyesült Államokban.
1942 áprilisban ezredessé nevezték ki, és ugyanebben az évben hazatért. Ezt követően a magyar katonai hírszerzésen szolgált. 1943-ban Baló Zoltán felmentését követően Utassy a Honvédelmi Minisztérium 21. osztály (hadifogolyügyek) vezetője lett. Ennek az osztálynak elsődleges feladata a Magyarországra menekült lengyel katonák lefegyverzése és internálása volt a genfi egyezmények szabályai szerint.
1944. október 13-án Malinovszkij marsallal tárgyalt kormányzói megbízatással. 1944. október 16-án a hatalomra került nyilasok letartóztatták és Sopronkőhidára vitték, innen a bajorországi Dachauba hurcolták. Perbe fogták, de felmentették. 1945 augusztusában tért haza, átvették az új magyar hadseregbe és vezérőrnaggyá léptették elő.
1946-ban nyugdíjba vonult. 1947-ben megkapta a francia Becsületrend lovagkeresztjét. 1951-ben lefokozták, családi vagyonát elkobozták, majd június 29-én családjával együtt Mezőberénybe telepítették ki, de néhány hét elteltével átköltözhettek Szarvaskútra, saját szőlejének présházába, amely az 1953-ig tartó kitelepítés helyszíne lett.
1974-ben halt meg, 77 éves korában. A Farkasréti temetőben nyugszik.
1990-ben rehabilitálták, felmentették az ellene felhozott vádak alól, és helyreállították tábornoki rangját.
2019. június 19-én Andrzej Duda lengyel elnök a Virtus et Fraternitas kitüntetést adományozta Utassy Lorándnak, post mortem. A kitüntetést unokája, Utassy Loránd vette át Varsóban.

## Házassága és gyermeke
Budapesten, 1938. április 4-én feleségül vette a zalai ősrégi nemesi származású gyömörei és teölvári Gyömörey Borbála (Budapest, 1897. április 18. – Budapest, 1974. június 3.) kisasszonyt, akinek a szülei Gyömörei és teölvári Gyömörey György (1873–1949), Zala vármegye főispánja, országgyűlési képviselő, okleveles gépészmérnök, földbirtokos, megyebizottsági tag, és károlypatyi Károlyi Róza (1881-1953) voltak. Az apai nagyszülei gyömörei és teölvári Gyömörey Vince (1835-1917), Zala vármegye főjegyzője, királyi törvényszéki elnök, a "Zala Megyei Gazdasági Egyesület" tagja, földbirtokos és klobusiczi Blaskovics Izabella (1845-1913) voltak. Utassy Loránd és Gyömörey Borbála frigyéből született:
- dr. Utassy Béla. Neje: Pazár Eszter.

## Kitüntetései 1945-ig, viselési sorrendben
- Magyar Érdemrend tisztikeresztje (1942. december 1.),
- Katonai Érdemkereszt III. osztálya hadidíszítménnyel, kardokkal,
- Kormányzói Dicsérő Elismerés Magyar Koronás Bronzérme (1931),
- Bronz Vitézségi Érem,
- Károly-csapatkereszt,
- Tiszti Katonai Szolgálati Jel II. osztálya,
- Erdélyi Emlékérem,
- Német Sas Rend II. osztályú érdemkeresztje (1938),
- brit Koronázási Emlékérem (1937),
- osztrák Háborús Emlékérem kardokkal,
- bolgár Háborús Emlékérem

## Kapcsolódó információk
- Utassy Loránd (MEK-OSZK). Magyar Életrajzi Lexikon (mek.oszk.hu). (Hozzáférés: 2020. február 21.)
- Dokumentumfilmmel köszönték meg a világháborús segítséget a lengyelek. mandiner.hu, 2012. október 24. (Hozzáférés: 2020. február 21.)
- MTI: Magas lengyel kitüntetésben részesült egy lengyelmentő egykori magyar ezredes. Magyar Nemzet (magyarnemzet.hu), 2019. június 19. [2020. február 21-i dátummal az eredetiből archiválva]. (Hozzáférés: 2020. február 21.)